# Saut à la perche féminin aux championnats du monde d'athlétisme 2011
Navigation
Berlin 2009 Moscou 2013
L'épreuve de saut à la perche féminin des championnats du monde d'athlétisme de 2011 s'est déroulée les 28 et 30 août 2011 dans le stade de Daegu (Corée du Sud), remportée par la Brésilienne Fabiana Murer déjà tenante du titre en salle l'année précédente.

## Records et performances

### Records
Avant ces championnats de 2011, les records du saut à la perche femmes (mondial, des championnats et par continent) étaient les suivants.  
| Record du monde           | Yelena Isinbayeva   | Russie         | 5,05m | Beijing, Chine              | 18 août 2008   |
| Record des championnats   | Yelena Isinbayeva   | Russie         | 5,01m | Helsinki, Finlande          | 12 août 2005   |
| Record d'Afrique          | Elmarie Gerryts     | Afrique du Sud | 4,42m | Wesel, Allemagne            | 12 juin 2000   |
| Record d'Asie             | Gao Shuying         | Chine          | 4,64m | New York, États-Unis        | 2 juin 2007    |
| Record d'Amérique du Nord | Jennifer Stuczynski | États-Unis     | 4,92m | Eugene (Oregon), États-Unis | 6 juillet 2008 |
| Record d'Amérique du Sud  | Fabiana Murer       | Brésil         | 4,82m | Rio de Janeiro, Brésil      | 7 juin 2009    |
| Record d'Europe           | Yelena Isinbayeva   | Russie         | 5,05m | Beijing, Chine              | 18 août 2008   |
| Record d'Océanie          | Kym Howe            | Australie      | 4,65m | Saulheim, Allemagne         | 30 juin 2007   |

### Meilleures performances de l'année 2011
Avant ces championnats, les dix athlètes les plus performants de l'année sont les suivants (au 14 août 2011).
| 1  | Jennifer Suhr          | États-Unis  | 4,91m | 26 juillet 2011 |
| 2  | Martina Strutz         | Allemagne   | 4,78m | 12 juillet 2011 |
| 3  | Elena Isinbaeva        | Russie      | 4,76m | 29 juillet 2011 |
| 4  | Anna Rogowska          | Pologne     | 4,75m | 18 juin 2011    |
| 5  | Silke Spiegelburg      | Allemagne   | 4,75m | 18 juin 2011    |
| 6  | Fabiana Murer          | Brésil      | 4,71m | 5 août 2011     |
| 7  | Svetlana Feofanova     | Russie      | 4,71m | 5 août 2011     |
| 8  | Nikoléta Kiriakopoúlou | Grèce       | 4,71m | 5 août 2011     |
| 9  | Holly Bleasdale        | Royaume-Uni | 4,70m | 2 juillet 2011  |
| 10 | Yarisley Silva         | Cuba        | 4,66m | 22 juillet 2011 |

## Engagés
Pour se qualifier, il faut avoir réalisé au moins 4,50 (minimum A) ou 4,40 m (minimum B), entre le 1er octobre 2010 et le 15 août 2011.

## Médaillés
| Or            | Argent         | Bronze             |
| Fabiana Murer | Martina Strutz | Svetlana Feofanova |

## Résultats

### Finale
La Brésilienne Fabiana Murer remporte son premier titre de championne du monde outdoor, grâce à un saut à 4,85 m réussi à son premier essai, égalant à cette occasion son propre record d'Amérique du Sud. Elle devance sur le podium l'Allemande Martina Strutz (4,80 m), et la Russe Svetlana Feofanova (4,75 m) déjà médaillée lors d'éditions précédentes de ces championnats.
| Rang               | Athlète                | Pays       | Essais | Essais | Essais | Essais | Essais | Essais | Essais | Essais | Essais | Essais | Marque | Notes |
| Rang               | Athlète                | Pays       | 4,30 m | 4,45 m | 4,55 m | 4,65 m | 4,70 m | 4,75 m | 4,80 m | 4,85 m | 4,90 m | 4,92 m | Marque | Notes |
| ------------------ | ---------------------- | ---------- | ------ | ------ | ------ | ------ | ------ | ------ | ------ | ------ | ------ | ------ | ------ | ----- |
| Médaille d'or      | Fabiana Murer          | Brésil     | -      | -      | o      | o      | -      | o      | xo     | o      | xx-    | x      | 4,85 m | AR    |
| Médaille d'argent  | Martina Strutz         | Allemagne  | -      | xo     | o      | o      | o      | xo     | o      | x-     | xx     |        | 4,80 m | NR    |
| Médaille de bronze | Svetlana Feofanova     | Russie     | -      | o      | o      | o      | -      | o      | xxx    |        |        |        | 4,75 m | SB    |
| 4                  | Jennifer Suhr          | États-Unis | -      | -      | o      | -      | xo     | xxx    |        |        |        |        | 4,70 m |       |
| 5                  | Yarisley Silva         | Cuba       | -      | o      | o      | o      | xxo    | -      | xxx    |        |        |        | 4,70 m | NR    |
| 6                  | Yelena Isinbayeva      | Russie     | -      | -      | -      | o      | -      | x-     | xx     |        |        |        | 4,65 m |       |
| 7                  | Jiřina Ptáčníková      | Tchéquie   | o      | o      | xo     | o      | xxx    |        |        |        |        |        | 4,65 m | SB    |
| 8                  | Nikoleta Kyriakopoulou | Grèce      | o      | -      | o      | xo     | xxx    |        |        |        |        |        | 4,65 m |       |
| 9                  | Silke Spiegelburg      | Allemagne  | -      | xxo    | xo     | xxo    | xxx    |        |        |        |        |        | 4,65 m |       |
| 10                 | Kristina Gadschiew     | Allemagne  | o      | o      | o      | xxx    |        |        |        |        |        |        | 4,55 m |       |
| 10                 | Monika Pyrek           | Pologne    | -      | o      | o      | xxx    |        |        |        |        |        |        | 4,55 m |       |
| 10                 | Anna Rogowska          | Pologne    | -      | o      | o      | -      | xxx    |        |        |        |        |        | 4,55 m |       |

### Qualifications
Conditions de qualification pour la finale : avoir atteint 4,60 m (Q) ou faire partie des douze meilleures sauteuses (q).
| Rang | Groupe | Athlète                | Nationalité  | 4,10 m | 4,25 m | 4,40 m | 4,50 m | 4,55 m | Résultat | Notes |
| ---- | ------ | ---------------------- | ------------ | ------ | ------ | ------ | ------ | ------ | -------- | ----- |
| 1    | B      | Yelena Isinbayeva      | Russie       | -      | -      | -      | -      | o      | 4,55 m   | q     |
| 1    | B      | Fabiana Murer          | Brésil       | -      | -      | -      | -      | o      | 4,55 m   | q     |
| 1    | B      | Anna Rogowska          | Pologne      | -      | -      | o      | -      | o      | 4,55 m   | q     |
| 1    | A      | Martina Strutz         | Allemagne    | -      | -      | o      | o      | o      | 4,55 m   | q     |
| 5    | B      | Jiřina Ptáčníková      | Tchéquie     | -      | o      | xo     | o      | o      | 4,55 m   | q     |
| 6    | A      | Jennifer Suhr          | États-Unis   | -      | -      | -      | xxo    | o      | 4,55 m   | q     |
| 7    | A      | Svetlana Feofanova     | Russie       | -      | -      | o      | -      | xo     | 4,55 m   | q     |
| 7    | A      | Silke Spiegelburg      | Allemagne    | -      | -      | o      | o      | xo     | 4,55 m   | q     |
| 9    | B      | Yarisley Silva         | Cuba         | -      | -      | xo     | xo     | xo     | 4,55 m   | q     |
| 10   | B      | Nikoléta Kiriakopoúlou | Grèce        | -      | o      | xxo    | o      | xxo    | 4,55 m   | q     |
| 11   | A      | Monika Pyrek           | Pologne      | -      | o      | o      | o      | xxx    | 4,50 m   | q     |
| 11   | B      | Kristina Gadschiew     | Allemagne    | -      | -      | o      | o      | xxx    | 4,50 m   | q     |
| 13   | A      | Alana Boyd             | Australie    | o      | xo     | o      | xo     | xxx    | 4,50 m   |       |
| 13   | B      | Kate Dennison          | Royaume-Uni  | -      | o      | xo     | xo     | -      | 4,50 m   |       |
| 15   | A      | Kylie Hutson           | États-Unis   | -      | o      | o      | xxo    | xxx    | 4,50 m   |       |
| 16   | B      | Nicole Büchler         | Suisse       | o      | o      | xxo    | xxo    | xxx    | 4,50 m   | NR    |
| 17   | A      | Anna Katharina Schmid  | Suisse       | o      | o      | o      | xxx    |        | 4,40 m   |       |
| 18   | A      | Anastasiya Shvedova    | Biélorussie  | -      | xo     | o      | xx     |        | 4,40 m   |       |
| 18   | B      | Choi Yun-hee           | Corée du Sud | o      | xo     | o      | xxx    |        | 4,40 m   | NR    |
| 20   | B      | Lacy Janson            | États-Unis   | -      | xxo    | o      | xxx    |        | 4,40 m   |       |
| 21   | A      | Tina Šutej             | Slovénie     | o      | o      | xo     | xxx    |        | 4,40 m   |       |
| 22   | B      | Anna Giordano Bruno    | Italie       | o      | o      | xxo    | xxx    |        | 4,40 m   |       |
| 23   | A      | Dailis Caballero       | Cuba         | o      | xxo    | xxo    | xxx    |        | 4,40 m   |       |
| 24   | A      | Kelsie Hendry          | Canada       | -      | o      | xxx    |        |        | 4,25 m   |       |
| 25   | A      | Malin Dahlström        | Suède        | o      | xo     | xxx    |        |        | 4,25 m   |       |
| 25   | B      | Caroline Bonde Holm    | Danemark     | o      | xo     | xxx    |        |        | 4,25 m   |       |
| 25   | B      | Jillian Schwartz       | Israël       | o      | xo     | xxx    |        |        | 4,25 m   |       |
| 25   | A      | Maria Eleonor Tavares  | Portugal     | o      | xo     | xxx    |        |        | 4,25 m   |       |
| 29   | B      | Li Ling                | Chine        | o      | xxo    | xxx    |        |        | 4,25 m   |       |
| 30   | B      | Tori Pena              | Irlande      | o      | xxx    |        |        |        | 4,10 m   |       |
|      | A      | Holly Bleasdale        | Royaume-Uni  | -      | xxx    |        |        |        | NM       |       |
|      | A      | Cathrine Larsåsen      | Norvège      | xxx    |        |        |        |        | NM       |       |
|      | B      | Ana Piñero             | Espagne      | -      | xxx    |        |        |        | NM       |       |
|      | A      | Wu Sha                 | Chine        |        |        |        |        |        | DNS      |       |
|      | B      | Minna Nikkanen         | Finlande     |        |        |        |        |        | DNS      |       |

## Légende
- m : mètres
- NM : not measured (non mesuré)[réf. souhaitée]

Records et Performances
- AR : Record continental (area record)
- CR : Record des championnats (championship record)
- MR : Record du meeting (meet record)
- NR : Record national (national record)
- OR : Record olympique (olympic record)
- PR : Record paralympique (paralympic record)
- PB : Record personnel (personal best)
- SB : Meilleure performance personnelle de la saison (season's best)
- WL : Meilleure performance mondiale de l'année (world leader)
- WJR : Record du monde junior (world junior record)
- WR : Record du monde (world record)

Circonstances et Conditions
- DNF : N'a pas terminé (did not finish)
- DNS : N'a pas pris le départ (did not start)
- DQ : Disqualification (disqualification)
- NM : Aucun essai valable enregistré (No Mark)
- Q : Qualifié « directement » au prochain tour (ou à la prochaine compétition), lors d'une compétition majeure, grâce au classement ou à la réalisation des minima (automatic qualifier)
- q : Qualifié au prochain tour (ou à la prochaine compétition), lors d'une compétition majeure, grâce au repêchage ou à la réalisation de l'une des meilleures performances parmi celles des « non qualifiés directement » (grâce au meilleur temps ou à la meilleure distance par exemple) (secondary qualifier)